# Enrique de Mecklemburgo-Stargard
Enrique, duque de Mecklemburgo-Stargard (antes de 1412 - 26 de mayo/20 de agosto de 1466) fue el duque de Mecklemburgo-Stargard, incluidos los señoríos de Neobrandeburgo, Stargard, Strelitz y Wesenberg desde 1417 hasta 1466. A veces se le llama "Enrique el Viejo" para distinguirlo del duque Enrique IV de Mecklemburgo.

## Biografía
Enrique nació antes de 1412 como el hijo menor del duque Ulrico I de Mecklemburgo-Stargard y su esposa Margarita. Gobernó Neobrandeburgo, al principio tutelado. En 1436 él y su primo el duque Juan III de Mecklemburgo-Stargard y Enrique IV de Mecklemburgo, heredaron el señorío de Werle. Después de la muerte de Juan III, Enrique gobernó todo Mecklemburgo-Stargard.
Enrique era considerado un gobernante belicoso. Thomas Kantzow lo llamó "un perverso ladrón, que siempre perturba la Marca (esto es, Brandeburgo) y todo el país hasta Stettin, quien estaba loco, dejando al duque Joaquín de Stettin preguntándose dónde tenía todos sus escondrijos".  Durante el reinado de Enrique, se concluyó la Paz de Wittstock, que permanentemente fijó el límite sureste de Mecklemburgo.

## Matrimonio y descendencia
Enrique se casó tres veces:
1. Juta (m. 1427), la hija del señor Nicolás V de Werle-Waren
2. Ingeborg, una hija del duque Boleslao VIII de Pomerania
3. Margarita (1442-1512), la hija del duque Federico II de Brunswick-Luneburgo, con quien se casó en 1452

Tuvo los siguientes hijos:
1. Ulrico II de Mecklemburgo-Stargard
2. Margarita (m. antes de 1451)
3. Magdalena (m. 2 de abril de 1532), quien se casó con:
  1. duque Vartislao X de Pomerania
  2. conde Burcardo V de Barby-Mühlingen
4. Ana, una monja en la abadía de Ribnitz (m. 7 de enero de 1498)